# Phetchabun
Phetchabun là một thị xã (thesaban mueang) ở Thái Lan, thủ phủ của tỉnh Phetchabun. Nó bao gồm các tambon Nai Mueang của huyện Phetchabun, dọc theo sông Pa Sak. Vào năm 2005, thị xã có dân số 23.823 người.
Từ bằng chứng lịch sử, người ta tin rằng Phetchabun được thành lập bởi hai vương quốc - cụ thể là Vương quốc Sukhothai và thời kỳ Ayutthaya của vua Narai vĩ đại. Ban đầu tỉnh đã được gọi là "Phê-cha-buth" là "Phuenchapura", có nghĩa là thành phố nhiều loại cây trồng. Lý do được đưa ra tên của nó là bởi vì địa bàn tỉnh là rất màu mỡ và đầy đủ các tài nguyên thiên nhiên.